# Andinobates
Andinobates é um gênero de anfíbios da família Dendrobatidae.
As seguintes espécies são reconhecidas:
- Andinobates abditus (Myers & Daly, 1976)
- Andinobates altobueyensis (Silverstone, 1975)
- Andinobates bombetes (Myers & Daly, 1980)
- Andinobates cassidyhornae Amézquita, Márquez, Medina, Mejía-Vargas, Kahn, Suárez & Mazariegos, 2013
- Andinobates claudiae (Jungfer, Lötters & Jörgens, 2000)
- Andinobates daleswansoni (Rueda-Almonacid, Rada, Sanchez-Pacheco, Velasquez-Alvarez & Quevedo-Gil, 2006)
- Andinobates dorisswansonae (Rueda-Almonacid, Rada, Sanchez-Pacheco, Velasquez-Alvarez & Quevedo-Gil, 2006)
- Andinobates fulguritus (Silverstone, 1975)
- Andinobates geminisae Batista, Jaramillo, Ponce & Crawford, 2014
- Andinobates minutus (Shreve, 1935)
- Andinobates opisthomelas (Boulenger, 1899)
- Andinobates tolimensis (Bernal-Bautista, Luna-Mora, Gallego & Quevedo-Gil, 2007)
- Andinobates viridis (Myers & Daly, 1976)
- Andinobates virolinensis (Ruiz-Carranza & Ramírez-Pinilla, 1992)